# Wyzwalacz
Wyzwalacz (ang. trigger) – procedura wykonywana automatycznie jako reakcja na pewne zdarzenia w tabeli bazy danych. Wyzwalacze mogą ograniczać dostęp do pewnych danych, rejestrować zmiany danych lub nadzorować modyfikacje danych.
Systemy baz danych posiadające wyzwalacze:
Microsoft SQL Server, PostgreSQL, Sybase, Oracle, Firebird, SQLite, InterBase SQL, MySQL (od wersji 5.0.2), Progress.
Standard języka SQL zdefiniował wyzwalacze dość późno, bo dopiero od wersji 99. Z tego powodu różne systemy bazodanowe opracowały własną składnię tworzenia wyzwalaczy. Dość blisko standardu jest Oracle oraz Firebird, natomiast system bazodanowy Microsoftu używa składni w wielu miejscach różniącej się od wytycznych.
Istnieje kilka typów wyzwalaczy. Wyzwalacze BEFORE – wykonywane przed instrukcją generującą zdarzenie. Wyzwalacze AFTER są wykonane po instrukcji generującej zdarzenie. W niektórych bazach danych są również wyzwalacze INSTEAD OF – są one wykonywane zamiast instrukcji generującej zdarzenie.
Istnieją trzy typowe zdarzenia powodujące wykonanie wyzwalaczy:
- dopisanie nowego rekordu do bazy danych w wyniku wykonania instrukcji INSERT,
- zmiana zawartości rekordu w wyniku wykonania instrukcji UPDATE oraz
- usunięcie rekordu w wyniku wykonania instrukcji DELETE.

Główne cechy wyzwalaczy to:
- nie mogą mieć parametrów (ale mogą zapisywać dane w tabelach tymczasowych)
- nie mogą zatwierdzać transakcji (COMMIT) ani ich wycofywać (ROLLBACK), ponieważ działają w kontekście instrukcji SQL, która spowodowała ich uruchomienie
- mogą generować dodatkowe błędy, jeżeli są źle napisane.

## Wyzwalacze w Oracle
Oprócz wyzwalaczy wykonywanych gdy dane są modyfikowane, Oracle 9i udostępnia wyzwalacze wykonywane gdy struktura bazy (struktura tabeli) jest modyfikowana oraz gdy użytkownik łączy się lub rozłącza z bazą danych. Ten typ wyzwalaczy nazywany jest „wyzwalaczami metadanych” (ang. schema-level triggers).
Wyzwalacze metadanych
- After Creation
- Before Alter
- After Alter
- Before Drop
- After Drop
- Before Logoff
- After Logon

## Wyzwalacze w Microsoft SQL Server
Microsoft SQL Server udostępnia wyzwalacze wykonywane zarówno po, jak i zamiast instrukcji INSERT, UPDATE lub DELETE.
Microsoft SQL Server udostępnia wyzwalacze dla tabel oraz widoków, z tym że w przypadku widoków można stosować tylko przez wyzwalacz INSTEAD OF.
W Microsoft SQL Server 2005 wprowadzono wyzwalacze DDL, które są wykonywane w reakcji na bardzo szeroki zakres zdarzeń, takich jak:
- DROP TABLE,
- CREATE TABLE,
- ALTER TABLE,
- łączenie bądź rozłączanie się użytkownika z bazą danych.

W witrynie MSDN dostępna jest pełna lista tych zdarzeń.
Wyzwalacze wykonują swoje działania korzystając z dostępu do tymczasowych tabel Inserted i Deleted.

## Wyzwalacze w PostgreSQL
W PostgreSQL wyzwalacze są dostępne od 1997 roku i pozwalają wywoływać funkcje gdy wykonywane są instrukcje SQL zmieniające dane: INSERT, UPDATE, DELETE oraz TRUNCATE (niestandardowe).
Następujące cechy SQL:2003 nie są zaimplementowane w PostgreSQL:
- Standard pozwala na wykonanie przez wyzwalacz instrukcji SQL innych niż SELECT, INSERT, UPDATE - takich jak CREATE TABLE.
- SQL pozwala wykonywać wyzwalacze w wyniku aktualizowania wskazanych kolumn; ta cecha jest obecna w PostgreSQL od wersji 9.0.

Składnia (dla wersji 9.2):
```
CREATE
 
[
 
CONSTRAINT
 
]
 
TRIGGER
 
name
 
{
 
BEFORE
 
|
 
AFTER
 
|
 
INSTEAD
 
OF
 
}
 
{
 
zdarzenie
 
[
 
OR
 
...
 
]
 
}

  
ON
 
tabela

  
[
 
FROM
 
referenced_table_name
 
]

  
{
 
NOT
 
DEFERRABLE
 
|
 
[
 
DEFERRABLE
 
]
 
{
 
INITIALLY
 
IMMEDIATE
 
|
 
INITIALLY
 
DEFERRED
 
}
 
}

  
[
 
FOR
 
[
 
EACH
 
]
 
{
 
ROW
 
|
 
STATEMENT
 
}
 
]

  
[
 
WHEN
 
(
 
warunek
 
)
 
]

  
EXECUTE
 
PROCEDURE
 
nazwafunkcji
 
(
 
argumenty
 
)

```

gdzie „zdarzenie” może przyjmować wartości: 
```
INSERT

UPDATE
 
[
 
OF
 
column_name
 
[,
 
...
 
]
 
]

DELETE

TRUNCATE

```

## Wyzwalacze w MySQL
Obsługa wyzwalaczy została wprowadzona w MySQL 5.0. Obsługiwane są wyzwalacze dla instrukcji INSERT, UPDATE i DELETE.
Standard SQL:2003 umożliwia w wyzwalaczach dostęp do zmiennych rekordowych przy użyciu składni takiej jak REFERENCING NEW AS n. Na przykład jeżeli wyzwalacz monitoruje zmiany w kolumnie pensja to odpowiedni wyzwalacz może zostać zapisany następująco:
```
CREATE
 
TRIGGER
 
pensja_trigger

  
BEFORE
 
UPDATE
 
ON
 
pracownicy_table

  
REFERENCING
 
NEW
 
ROW
 
AS
 
n
,
 
OLD
 
ROW
 
AS
 
o

  
FOR
 
EACH
 
ROW

  
IF
 
n
.
pensja
 
<>
 
o
.
pensja
 
THEN

    
--
wykonaj
 
odpowiednie
 
działania
;

  
END
 
IF
;

```

## Wyzwalacze w Firebird
Firebird obsługuje wszystkie podstawowe typy wyzwalaczy: BEFORE INSERT, AFTER INSERT, BEFORE UPDATE, AFTER UPDATE, BEFORE DELETE, AFTER DELETE.
W Firebird 1.5 wprowadzone zostały wyzwalacze wieloakcyjne (ang. multi-action triggers). Pozwalają one wykonać ten sam wyzwalacz w wyniku zajścia jednego z kilku zdarzeń.
Przykład wyzwalacza:
```
CREATE
 
TRIGGER
 
ZmianaStanu

  
FOR
 
TABLE
 
StanyTowarow

  
AFTER
 
INSERT
 
OR
 
UPDATE
 
OR
 
DELETE

AS

BEGIN

  
/* działania wyzwalacza */

END

```

W Firebird 2.1 wyzwalacze mogą być również wykonywane w wyniku jednego z następujących zdarzeń:
- CONNECT – użytkownik połączył się z bazą danych,
- DISCONNECT – użytkownik rozłączył się z bazą danych,
- TRANSACTION START – transakcja została rozpoczęta,
- TRANSACTION COMMIT – transakcja została zatwierdzona,
- TRANSACTION ROLLBACK – transakcja została wycofana.